# 전미과학공학의학한림원

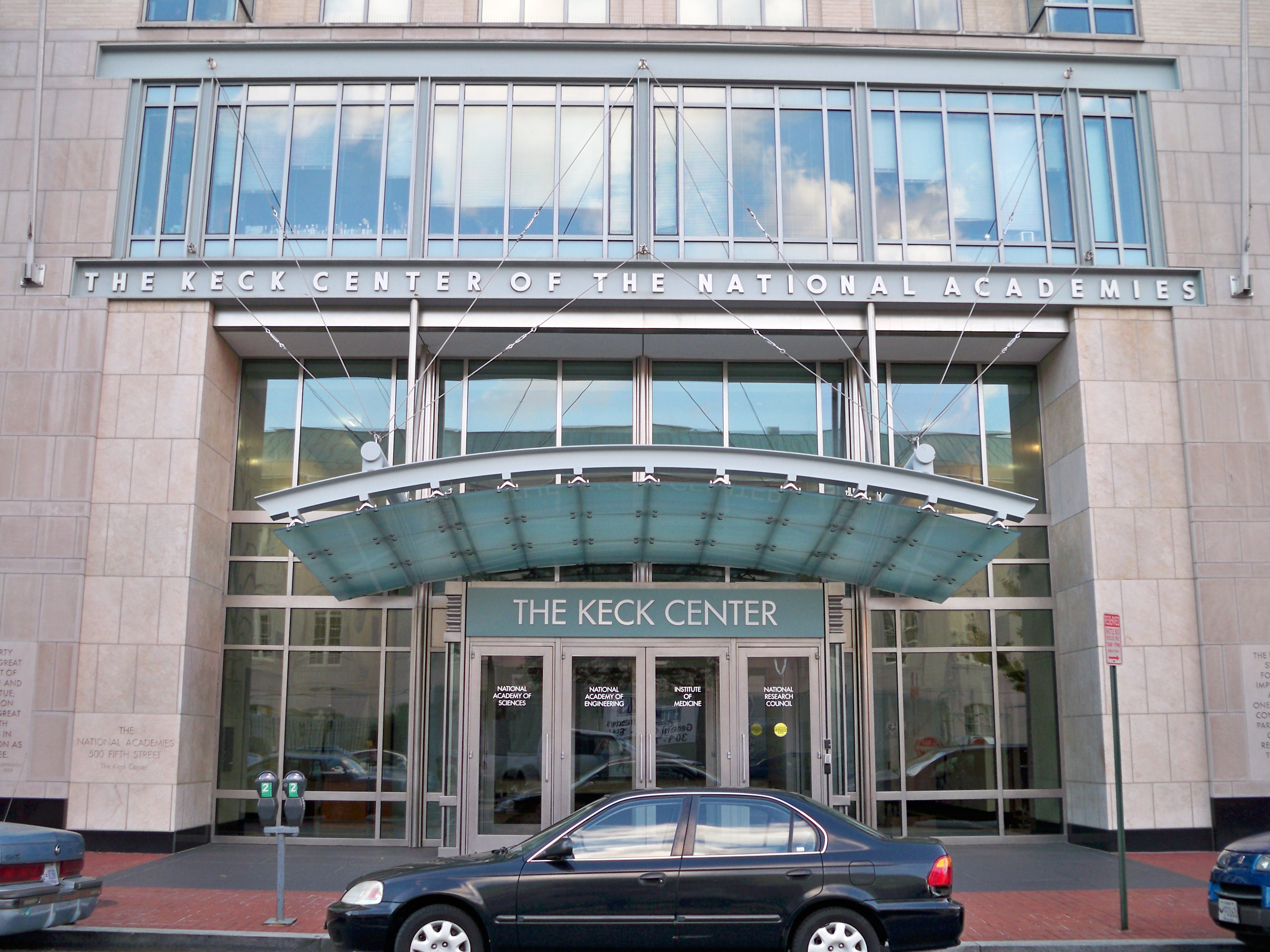

전미과학공학의학한림원(National Academies of Sciences, Engineering, and Medicine; NASEM)은 미국의 한림원이다. 전미과학한림원(NAS), 전미공학한림원(NAE), 전미의학한림원(NAM)을 산하에 두고 있으며, 전미연구평의회(National Research Council; NRC)를 집행기구로 두고 있다. NRC는 본래 1916년에 NAS의 하위 부문으로 만들어졌으나 현재는 세 한림원을 모두 총괄하고 있다. 전미한림원 출판부 명의로 매년  200종 이상의 출판물을 간행한다.

## 같이 보기
- 미국 예술 과학 아카데미